# المكتبة الكبرى (مونتريال)
المكتبة الكبرى في مونتريال هي مكتبة عامة تقع في منطقة وسط مدينة مونتريال كيبك. يعتبر محتواها جزء من مكتبة وأرشيف كيبيك، مكتبة كيبيك الوطنية.
العضوية في المكتبة مجانية لجميع سكان كيبيك.يصل عدد الزوار يومياً إلى 10,000 مستخدم، وبلغ عدد روادها عام 2009 حوالي ثلاثة ملايين زائر، وهو ضعف الرقم المتوقع والبالغ 1.5 مليون مستخدم. عام 2011،جذبت المكتبة 2.7 مليون زائر، وكانت بذلك المكتبة العامة الأكثر ريادة في كل من أمريكا الشمالية والدول الناطقة بالفرنسية.

## المحتوى

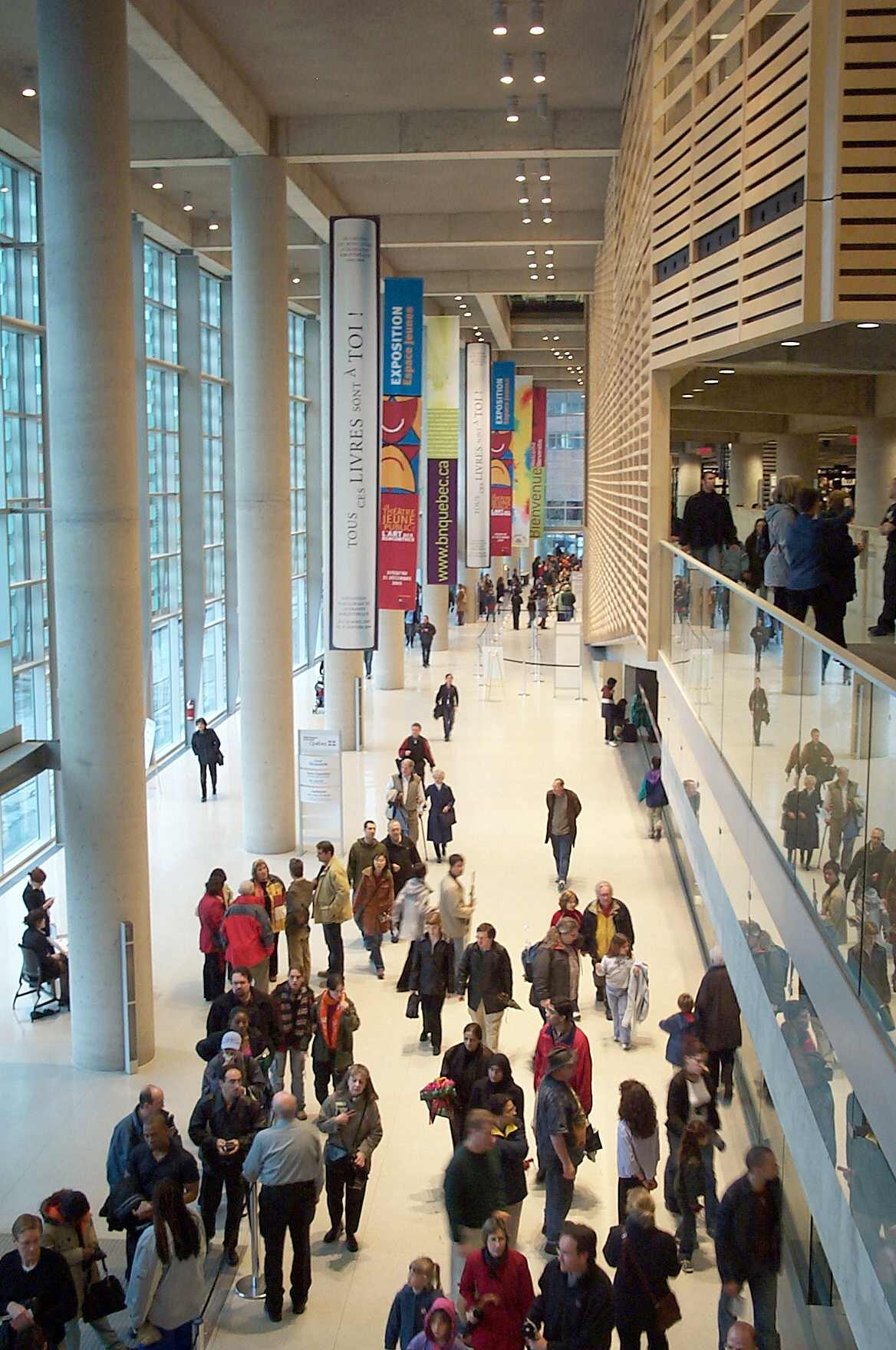
مدخل القاعة الرئيسية.

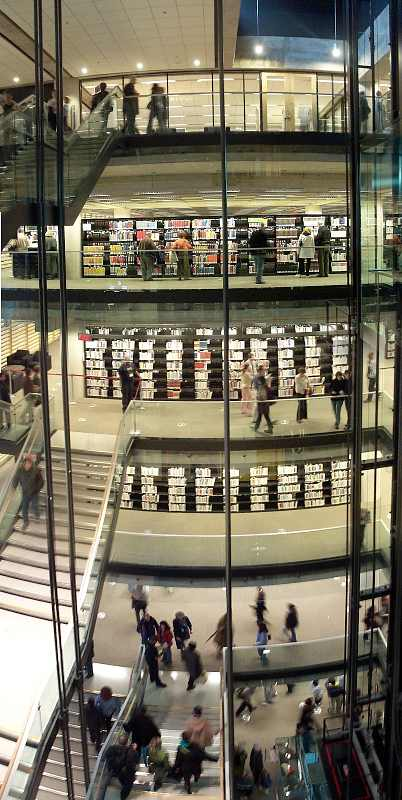

تتكون مجموعة المكتبة الكبرى من 4 ملايين عمل، تتضمن 1,140,000 كتاب، 1,200,000 وثيقة أخرى و1,660,000 ميكروفيلم. معظم الأعمال باللغة الفرنسية. لكن حوالي 30% باللغة الإنجليزية، كما ثمة أعمال بإثني عشرة لغة أخرى. وتبلغ مساحة رفوف المكتبة 80 كيلومتراً.
تقسم الأعمال إلى مجموعتين. المجموعة الوطنية أو مجموعة إرث كيبيك وتتضمن مليون مادة، إذ منحت مكتبة وأرشيف كيبيك نسخاً لجميع الأعمال للمكتبة الوطنية، وهي كل كتاب نُشر في المقاطعة منذ عام 1968 بالإضافة إلى 35,000 كتاب نشرت في أماكن أخرى مواضيعها تتعلق بكيبيك أو من الكتب التي شارك في تأليفها مؤلف أصله من المقاطعة. كما تشمل هذه المجموعة الوثائق التي تتناول الأمريكيين الفرنسيين والكنديين الفرنسيين أو سكان كندا الأصليين. Tدُعمت هذه المجموعة بمجموعة سانت-سولبيس والتي تتضمن 78,000 عمل، يعود بعضها لعقد 1760 وتتضمن كتباً من المكتبات الشخصية لبعض الشخصيات مثل لويس-جوزيف بابينو ولويس-هيبوليت لافونتان.
أما المجموعة العامة للإعارة والمرجعية، فهي مجموعة تتكون من 3 ملايين عمل بكافة المواضيع تشمل مجموعة مكتبة مونتريال المركزية والتي تم شراؤها من مدينة مونتريال لصالح المشروع، بالإضافة إلى حيازات من أماكن أخرى. هذه الأعمال متاحة للإعارة باستثناء المراجع. والأعمال المكتوبة مصنّفة حسب تصنيف ديوي العشري.

## وصلات خارجية
- الموقع الرسمي (بالفرنسية، مع ملخص بالإنجليزية)
- Grande Bibliothèque du Québec on Images Montréal Website

قالب:معالم مونتريال